# أنتيوسورس
انتيوسورس (بالإنجليزية: Anteosaurus)‏ هو جنس منقرض من الزواحف شبه اللبونة الآكل للحوم، عاش خلال الفترة الوسطى من العصر البرمي. رباعية الأرجل يبلغ طولها حوالي ثلاثة إلى خمس أمتار ووزنها حوالي 600 كيلوجرام تقريباً، وتتميز بالقواطع والأنياب المدببة والكبيرة جدأ، وقد كانت إلى حد كبير من الحيوانات المفترسة الأكبر خلال العصر البرمي. وُجدت متحجراتها في جنوب القارة الافريقية.